# John James Sainsbury
Pour les articles homonymes, voir Sainsbury.
John James Sainsbury (12 juin 1844 - 3 janvier 1928) est un épicier anglais et fondateur de la chaîne de supermarchés Sainsbury's.

## Biographie
John James Sainsbury est né le 12 juin 1844 au 5 Oakley Street, Lambeth, de John Sainsbury (baptisé 1809, décédé en 1863), fabricant d'ornements et de cadres, et de son épouse Elizabeth Sarah Coombes (1817-1902) . Durant son enfance, sa famille déménage plusieurs fois et vit dans des chambres louées. La zone dans laquelle ils vivent est proche des quais de la Tamise et de la gare de Waterloo, qui ouvre ses portes en 1848.
Sainsbury commence à travailler à l'âge de 14 ans. Il reste à l'école au-delà de l'âge normal de départ de 10 ou 11 ans, aidant peut-être en tant que «moniteur». Son premier emploi est chez un épicier du New Cut, Lambeth .
En 1863, le père de Sainsbury meurt et John James assume la responsabilité supplémentaire d'aider à soutenir sa mère et ses deux sœurs.
À l'âge de 24 ans, il épouse Mary Ann Staples et ils ouvrent une laiterie ensemble au 173 Drury Lane, Holborn . Le couple a probablement économisé quelques livres pour acheter du matériel de magasin, mais leur situation est extrêmement modeste. Ils partagent le logement exigu au-dessus de la petite boutique avec trois autres familles.
En 1872, John Sainsbury et Mary Ann Sainsbury ouvrent leur deuxième boutique au 159 Queen's Crescent. L'année suivante, la famille Sainsbury déménage pour vivre au-dessus du magasin .

## Carrière dans les affaires
Tout au long de sa vie, Sainsbury évite la publicité personnelle et il ne reste que peu de preuves de son caractère. Son style d'affaires est d'offrir des prix compétitifs tout en faisant preuve de normes plus élevées de qualité, de service et d'hygiène .
Dans un magasin à Holborn, à Londres, ouvert au 173 Drury Lane en 1869, Sainsbury construit une chaîne d'épiceries numérotées 128 à sa mort en 1928. Sainsbury's est restée une entreprise familiale pendant toute sa vie. Au moment de la constitution de la société en 1922, Sainsbury prend le titre de président et directeur général, poste qu'il occupe jusqu'à sa mort en 1928. Ses derniers mots ont été "Gardez les magasins bien éclairés".
Aujourd'hui, le groupe possède plus de 1 000 magasins, mais aucun membre de la famille n'est impliquée dans la gestion depuis que David Sainsbury a pris sa retraite en 1998 .